# Marpissa pulla
Marpissa pulla là một loài nhện trong họ Salticidae.
Loài này thuộc chi Marpissa. Marpissa pulla được Ferdinand Karsch miêu tả năm 1879.